# Acracantha
Acracantha is een muggengeslacht uit de familie van de langpootmuggen (Tipulidae).

## Soorten
- A. inornata Skuse, 1890
- A. monticola Skuse, 1890
- A. sydneyensis Skuse, 1890